# Estados Unidos nos Jogos Olímpicos de Verão de 2004
Os Estados Unidos competiram nos Jogos Olímpicos de Verão de 2004, em Atenas, na Grécia.

## Medalhas
| Atleta            | Esporte   | Evento                        | Medalha |
| ----------------- | --------- | ----------------------------- | ------- |
| Justin Gatlin     | Atletismo | 100 m masculino               | Ouro    |
| Shawn Crawford    | Atletismo | 200 m masculino               | Ouro    |
| Jeremy Wariner    | Atletismo | 400 m masculino               | Ouro    |
| Gary Hall Jr.     | Natação   | 50 m livre masculino          | Ouro    |
| Bernard Williams  | Atletismo | 200 m masculino               | Prata   |
| Otis Harris       | Atletismo | 400 m masculino               | Prata   |
| Terrence Trammell | Atletismo | 100 m com barreiras masculino | Prata   |
| Larsen Jensen     | Natação   | 1500 m livre masculino        | Prata   |
| Maurice Greene    | Atletismo | 100 m masculino               | Bronze  |
| Justin Gatlin     | Atletismo | 200 m masculino               | Bronze  |
| Derrick Brew      | Atletismo | 400 m masculino               | Bronze  |
| Klete Keller      | Natação   | 400 m livre masculino         | Bronze  |

## Desempenho

### Atletismo
Masculino
| Atletas              | Evento                    | Preliminar | Preliminar | Quartas     | Quartas     | Semifinal   | Semifinal         | Final       | Final             |
| Atletas              | Evento                    | Marca      | Posição    | Marca       | Posição     | Marca       | Posição           | Marca       | Posição           |
| -------------------- | ------------------------- | ---------- | ---------- | ----------- | ----------- | ----------- | ----------------- | ----------- | ----------------- |
| Justin Gatlin        | 100 metros rasos          | 10s07      | 3º         | 9s96        | 4º          | 10s09       | 6º                | 9s85        | Medalha de ouro   |
| Maurice Greene       | 100 metros rasos          | 10s18      | 12º        | 9s93        | 2º          | 9s97        | 2º                | 9s87        | Medalha de bronze |
| Shawn Crawford       | 100 metros rasos          | 10s02      | 1º         | 9s89        | 1º          | 10s07       | 5º                | 9s89        | 4º                |
| Justin Gatlin        | 200 metros rasos          | 20s51      | 7º         | 20s03       | 2º          | 20s35       | 3º                | 20s03       | Medalha de bronze |
| Bernard Williams     | 200 metros rasos          | 20s29      | 1º         | 20s40       | 10º         | 20s18       | 2º                | 20s01       | Medalha de prata  |
| Shawn Crawford       | 200 metros rasos          | 20s55      | 9º         | 19s95       | 1º          | 20s05       | 5º                | 19s79       | Medalha de ouro   |
| Jeremy Wariner       | 400 metros rasos          | 45s56      | 16º        |             |             | 44s87       | 1º                | 44s01       | Medalha de ouro   |
| Otis Harris          | 400 metros rasos          | 45s11      | 2º         | 44s99       | 3º          | 44s16       | Medalha de prata  |             |                   |
| Derrick Brew         | 400 metros rasos          | 45s41      | 11º        | 45s05       | 6º          | 44s42       | Medalha de bronze |             |                   |
| Jonathan Johnson     | 800 metros rasos          | 1min45s31  | 5º         | 1min50s10   | 23º         | Não avançou | Não avançou       |             |                   |
| Derrick Perteson     | 800 metros rasos          | 1min47s60  | 42º        | Não avançou | Não avançou | Não avançou | Não avançou       |             |                   |
| Khadevis Robinson    | 800 metros rasos          | 1min46s14  | 17º        | Não avançou | Não avançou | Não avançou | Não avançou       |             |                   |
| Alan Webb            | 1500 metros rasos         | 3min41s25  | 25º        | Não avançou | Não avançou | Não avançou | Não avançou       |             |                   |
| Charlie Gruber       | 1500 metros rasos         | 3min41s73  | 27º        | Não avançou | Não avançou | Não avançou | Não avançou       |             |                   |
| Grant Robinson       | 1500 metros rasos         | 3min53s66  | 35º        | Não avançou | Não avançou | Não avançou | Não avançou       |             |                   |
| Tim Broe             | 5000 metros rasos         | 13min20s29 | 6º         |             |             |             |                   | 13min33s06  | 11º               |
| Jonathon Riley       | 5000 metros rasos         | 13min38s79 | 26º        | Não avançou | Não avançou |             |                   |             |                   |
| Dan Browne           | 10000 metros rasos        |            |            |             |             |             |                   | 28min14s53  | 12º               |
| Abdihakem Abdirahman | 10000 metros rasos        | 28min26s26 | 15º        |             |             |             |                   |             |                   |
| Dathan Ritzenhein    | 10000 metros rasos        | DNF        | DNF        |             |             |             |                   |             |                   |
| Terrence Trammell    | 110 metros com barreiras  | 13s51      | 23º        | 13s34       | 8º          | 13s17       | 2º                | 13s18       | Medalha de prata  |
| Allen Johnson        | 110 metros com barreiras  | 13s45      | 16º        | DNF         | DNF         | Não avançou | Não avançou       | Não avançou | Não avançou       |
| Duane Ross           | 110 metros com barreiras  | 13s39      | 7º         | 13s50       | 16º         | 13s30       | 7º                | Não avançou | Não avançou       |
| Angelo Taylor        | 400 metros com obstáculos | 48s79      | 9º         |             |             | 48s72       | 13º               | Não avançou | Não avançou       |
| Bennie Brazell       | 400 metros com obstáculos | 48s57      | 3º         | 48s19       | 5º          | 49s51       | 8º                |             |                   |
| James Carter         | 400 metros com obstáculos | 48s57      | 4º         | 48s18       | 4º          | 48s58       | 4º                |             |                   |

### Ginástica de trampolim
Feminino
| Atleta         | Prova      | Eliminatórias | Eliminatórias | Final       | Final       |
| Atleta         | Prova      | Pontos        | Pos.          | Pontos      | Pos.        |
| -------------- | ---------- | ------------- | ------------- | ----------- | ----------- |
| Erin Blanchard | Individual | 52,70         | 14º           | Não avançou | Não avançou |

### Natação
Masculino
| Atletas       | Evento       | Baterias   | Baterias | Semifinal   | Semifinal         | Final     | Final           |
| Atletas       | Evento       | Marca      | Posição  | Marca       | Posição           | Marca     | Posição         |
| ------------- | ------------ | ---------- | -------- | ----------- | ----------------- | --------- | --------------- |
| Gary Hall     | 50 m livre   | 22s04      | 1º       | 22s18       | 5º                | 21s93     | Medalha de ouro |
| Jason Lezak   | 50 m livre   | 22s33      | 7º       | 22s12       | 3º                | 22s11     | 5º              |
| Larsen Jensen | 400 m livre  | 3min46s55  | 3º Q     |             |                   | 3min46s08 | 4º              |
| Klete Keller  | 400 m livre  | 3min47s77  | 5º Q     | 3min44s11   | Medalha de bronze |           |                 |
| Erik Vendt    | 1500 m livre | 15min22s00 | 16º      | Não avançou | Não avançou       |           |                 |
| Larsen Jensen | 1500 m livre | 15min03s75 | 4º Q     | 14min45s29  | Medalha de prata  |           |                 |

Legenda
| Recorde mundial      | Recorde mundial (World record)               |                       | Recorde africano                      | Recorde africano (African) |                                           | Q | Classificado por posição (Qualified) |
| Recorde olímpico     | Recorde olímpico (Olympic record)            | Recorde da América    | Recorde da América (Americas)         | q                          | Classificado por melhor tempo (Qualified) |   |                                      |
| Melhor marca do ano  | Melhor marca do ano (World leading)          | Recorde asiático      | Recorde asiático (Asian)              | DNS                        | Não largou (Did not start)                |   |                                      |
| Recorde nacional     | Recorde nacional (National record)           | Recorde europeu       | Recorde europeu (European)            | DNF                        | Não terminou (Did not finish)             |   |                                      |
| Recorde pessoal      | Recorde pessoal do atleta (Personal best)    | Recorde da Oceania    | Recorde da Oceania (Oceania)          | DSQ / DQ                   | Desclassificado (Disqualified)            |   |                                      |
| Recorde da temporada | Recorde da temporada do atleta (Season best) | Recorde sul-americano | Recorde sul-americano (South America) | NM                         | Sem marca (No mark)                       |   |                                      |

### Remo
| S | Classificado(a) para as semifinais |    |                        | FA | Final A (disputa de medalhas) |  |  | FD | Final D (sem medalhas) |
| Q | Classificado(a) para as quartas    | FB | Final B (sem medalhas) | FE | Final E (sem medalhas)        |  |  |    |                        |
| R | Classificado(a) para a repescagem  | FC | Final C (sem medalhas) | FF | Final F (sem medalhas)        |  |  |    |                        |

### Vela
| M   | Regata da Medalha da qual só participam os dez primeiros colocados das regatas anteriores  |  |  | CAN | Regata cancelada |
| BFD | Desclassificado por bandeira preta (Black Flag Disqualified)                               |  |  |     |                  |
| UFD | Desclassificado por bandeira "U" (U Flag Disqualified)                                     |  |  |     |                  |
| OCS | Largada queimada (On the Course Side of the starting line)                                 |  |  |     |                  |
| DNE | Desclassificação sem eliminação (infração a um item do regulamento da prova – Did Not End) |  |  |     |                  |